# Quattrino
Quattrino – srebrna i miedziana moneta włoska o wartości 4 piccolo lub ⅓ soldo, bita w różnych mennicach od XIV w. W Toskanii, gdzie od 1826 r. równała się 1/100 fiorino d'argento, bito ją do 1857 r.